# Beniel
Beniel è un comune spagnolo di 10 933 abitanti situato nella comunità autonoma di Murcia.